# Patrick Lebon
Patrick Lebon (Antwerpen, 2 januari 1940 – Brasschaat, 3 februari 2021) was een Vlaams televisie- en filmregisseur die vier speelfilms maakte. Voor de televisie regisseerde hij onder meer de poppenserie Suske en Wiske en een aantal afleveringen van Langs de Kade en Commissaris Roos.
Lebon studeerde aan de Nederlandse Filmacademie, waar hij in 1965 afstudeerde met de film Huuh, huuh.
Hij regisseerde vier speelfilms:
- Salut en de kost (1974)
- Hellegat (1980), met Jos Verbist en An Nelissen
- Zaman (1983) met Marc Janssen en Herbert Flack
- Paniekzaaiers uit 1986. Deze film met Gaston en Leo en Janine Bischops, Marilou Mermans en Chris Cauwenberghs was begin 2014 nog de op negen na meest succesvolle Belgische film aller tijden met 500.000 toeschouwers.[2]